# Eloy Suárez Lamata
Eloy Vicente Suárez Lamata, né le 8 février 1962, est un homme politique espagnol membre du Parti populaire (PP).
Il est élu député de la circonscription de Saragosse lors des élections générales de décembre 2015.

## Biographie

### Vie privée
Eloy Suárez naît à Tudela en Navarre alors que ses parents sont en déplacement à Alfaro à La Rioja, ville où réside sa famille maternelle. Son père exerce la profession de vétérinaire à Alcubierre. Suárez avait l'habitude de l'accompagner deux fois sur trois pour s'occuper des animaux. Il quitte le domicile familial à huit ans pour étudier à Saragosse, en internat chez les Frères du Sacré-Cœur.
Lors de sa deuxième année de licence, il rencontre Mercedes, sa future femme. Un cancer lui est diagnostiqué à son retour de voyage de noces. Il parvient à le surmonter notamment, selon lui, grâce à la pratique du sendérisme et au soutien de sa famille et de sa femme.

### Études et profession
Il réalise ses études supérieures à l'université de Saragosse où il obtient une licence en droit en 1985 puis un master en comptabilité et audit. Diplômé en droit agraire, il est titulaire d'un master en gestion publique, obtenu à l'Institut d'études supérieures de commerce (IESE) de l'université de Navarre. Réussissant le concours national de secrétaire de l'administration locale, il devient fonctionnaire et travaille notamment à Robres, Torralba de Aragón et Senés de Alcubierre dans la comarque de Monegros. Antonio Torres, le président du Parti populaire de la province de Huelva, déclare que dans « certaines de ces communes, il reste encore des gens qui se souviennent de lui » et souligne son perfectionnisme. Entre 1997 et 1999, il travaille comme chef de cabinet à la députation provinciale de Huesca.

### Député aux Cortes d'Aragon
Entre 2000 et 2002, il est vice-secrétaire à l'Organisation du Parti populaire d'Aragon alors dirigé successivement par Santiago Lanzuela, Manuel Giménez Abad et Gustavo Alcalde. De 2002 à 2007, il devient coordonnateur adjoint auprès d'Alcalde. Il est investi en sixième position sur la liste d'Antonio Torres présentée par le parti dans la circonscription autonomique de Huesca lors des élections aragonaises de mai 2003. Avec 37 479 voix et 29,72 % des suffrages exprimés, la liste remporte six mandats suffisants à permettre son élection aux Cortes d'Aragon. Membre de la commission agraire, de la commission de l'Environnement et de celle de l'Organisation territoriale, il intègre la députation permanente en tant que titulaire. Il se représente lors des élections suivantes de mai 2007 et est remonté à la troisième place pour l'occasion. Il retrouve aisément son siège puisque le parti remporte à nouveau six mandats grâce à 29,22 % des voix. Membre titulaire de la commission du Règlement et du Statut des députés, il intègre celle des Travaux publics, de l'Urbanisme et des Transports. Avec l'arrivée de Luisa Fernanda Rudi à la présidence du PP régional, il est nommé porte-parole du groupe parlementaire populaire en remplacement d'Antonio Suárez. Il ne se représente lors des élections de 2011 et abandonne la chambre législative régionale en juin.

### Deux échecs à la mairie de Saragosse

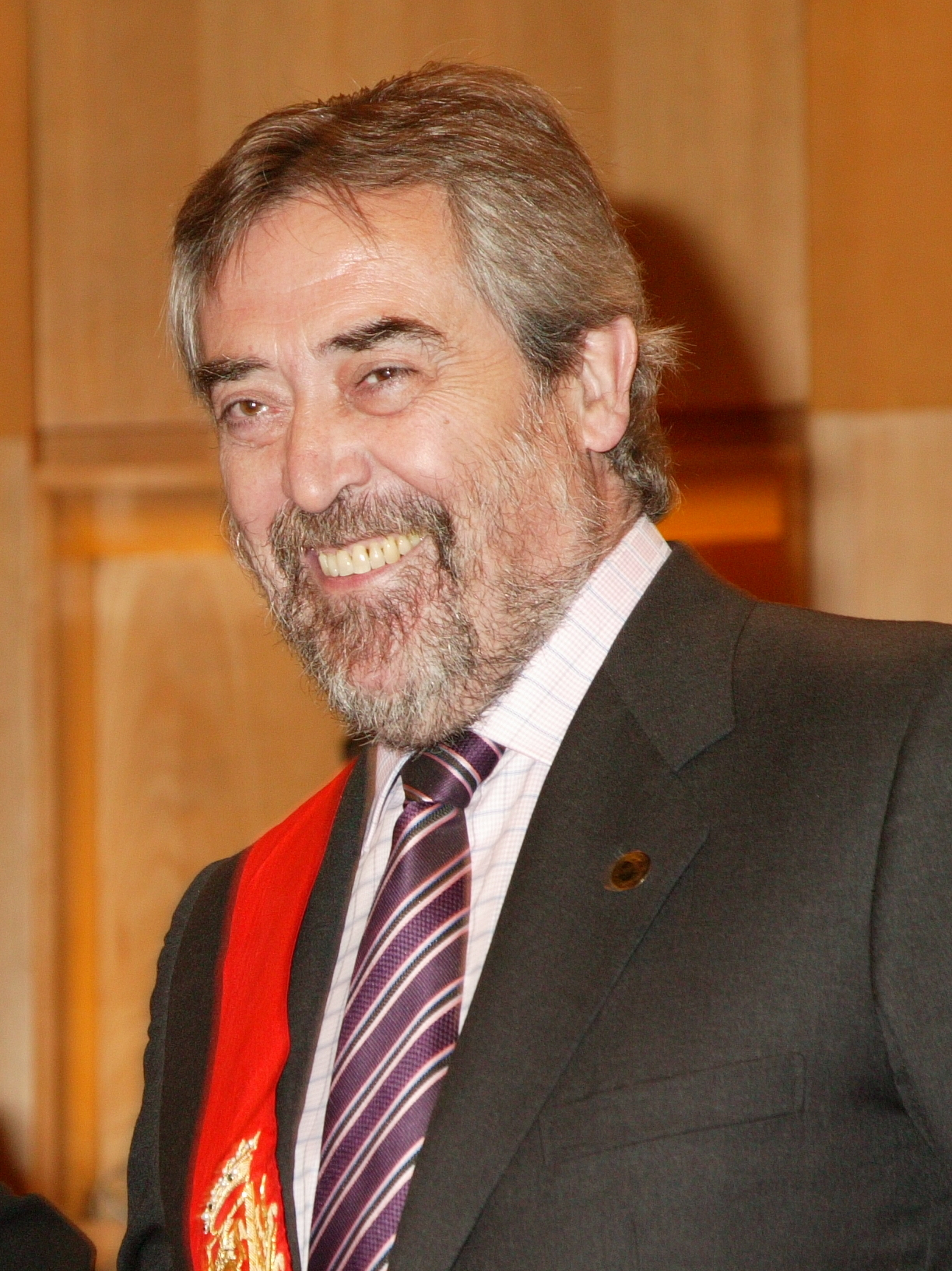
Le maire de Saragosse, Juan Alberto Belloch, en avril 2009.

Alors que la solution naturelle aurait été que Dolores Serrat, porte-parole municipale, soit candidate lors des élections municipales de mai 2011 à la mairie de Saragosse, la présidente du PP d'Aragon, Luisa Fernanda Rudi, annonce le 3 décembre 2010 que Suárez sera le candidat du parti. Assumant le défi avec « satisfaction », il promet d'abandonner la « politique de grands fastes » menée par le socialiste Juan Alberto Belloch dans le but de contrôler le trou économique de la municipalité et « améliorer la qualité de vie » des citoyens. Il déclare vouloir être un maire « qui pense comme un saragossan de plus, au niveau de la rue, qui propose des solutions » et un « projet de futur » ; tout en critiquant la « déconnexion » entre Belloch et le président régional Marcelino Iglesias. La candidature est validée par le comité électoral régional du PP en avril suivant et réintègre des anciens conseillers municipaux de l'époque où Rudi dirigeait la mairie, à l'image de Jorge Azcón et María Jesús Martínez del Campo.
Au soir du scrutin, sa liste se classe en première position en obtenant le soutien de 131 350 électeurs et 41,26 % des votants devant la candidature de Belloch (27,14 %), de l'Union aragonaisiste (9,24 %) et d'Izquierda Unida (7,92 %). Il remporte quinze des trente-et-un sièges du conseil municipal et rate d'un siège la majorité absolue. Défendant sa légitimité à être investi maire, un pacte entre le PSOE, le CHA et IU permet à Juan Alberto Belloch de conquérir un troisième mandat. Envoyé dans l'opposition, il s'adonne aux fonctions de porte-parole du groupe municipal, notamment en proposant la rénovation du plan des transports urbains et une nouvelle organisation urbanistique.
À l'image d'Ana Alós et Manuel Blasco, respectivement réinvestis à Huesca et Teruel, il conduit à nouveau la liste lors des élections municipales de mai 2015 et conserve son équipe. Comme le prévoyaient les sondages internes au Parti populaire, la formation politique enregistre une baisse de près de 44 000 voix et recule à dix conseillers municipaux. Devant l'impossibilité d'être élu maire, il propose au candidat socialiste Carlos Pérez Anadón, arrivé troisième, de former une grande coalition et de lui donner son soutien lors de l'investiture dans le but d'éviter que le candidat de Saragosse en commun, la marque blanche de Podemos ne s'empare de la mairie. Le refus des socialistes entraine l'élection de Pedro Santisteve au fauteuil de maire. 
Le 1er février 2016, il annonce sa démission du conseil municipal pour se consacrer à ses fonctions parlementaires, indique « être raisonnablement satisfait pour le travail effectué en ces presque cinq ans » et souligne qu'il laisse une « équipe solide et préparée pour son successeur et, surtout, avec un projet urbain qui a gagné les élections ». Alors que Jorge Azcón prend le témoin au poste de porte-parole, Suárez est remplacé par le suivant sur la liste ; il s'agit en l'occurrence de José Ignacio Senao Gómez, ancien président de la députation provinciale de Saragosse.

### Député national
Quelques mois après son échec à devenir maire de la capitale régionale, il est choisi pour mener la liste de coalition du PP et du Parti aragonais à l'occasion des élections générales de novembre 2011 dans la circonscription de Saragosse. Sa liste remporte le soutien de 241 074 électeurs, réalise un score de 46,91 % et obtient quatre des sept mandats en jeu, occupés par ses collègues Baudilio Tomé, Ramón Moreno et Pilar Cortés. Il siège alors à la commission de l'Économie et de la Compétitivité, à la commission des Finances et des Administrations publiques et à la commission bicamérale pour l'Union européenne. Il est, en outre, porte-parole titulaire à la commission bicamérale chargée des Relations avec le Tribunal des comptes. Le 9 avril 2013, il est victime d'un escrache devant son domicile de Saragosse où se trouvait sa femme par un groupe de plusieurs dizaines de personnes de la PAH venues protester contre les délogements. Identifiés par la police nationale, cinquante-et-un individus sont visés par une procédure disciplinaire.
Confirmé comme tête de liste en vue des élections législatives de décembre 2015, il obtient 30,29 % des voix et 3 sièges de députés mais accuse d'une perte nette de près de 80 000 votes due notamment à la montée de Ciudadanos qui totalise un score de 17,82 %. Devenu porte-parole à la commission du Règlement et premier secrétaire de la commission de la Sécurité routière et des Déplacements durables, il abandonne ses responsabilités à la commission des Relations avec le Tribunal des comptes pour siéger comme simple membre. Il intègre la commission d'étude pour l'Étude du changement climatique et la commission du Suivi et de l'Évaluation des accords du pacte de Tolède. Il conserve son mandat parlementaire au palais des Cortes après la tenue du scrutin législatif anticipé de juin 2016 et augmente son score de 4,63 % en reprenant plus de 17 000 voix. Rétrogradé simple membre de la commission du Règlement, il est choisi pour présider la commission bicamérale des Relations avec le Tribunal des comptes et demande à ses membres un « important effort » dans le but de réduire le nombre de rapports en attente d'examen.
Le 1er septembre 2017, il suscite la polémique en publiant un message sur les réseaux sociaux dans lequel il critique le choix du président catalan Carles Puigdemont de délivrer la médaille d'honneur du Parlement de Catalogne aux Mossos d'Esquadra alors qu'ils n'ont « rien fait pour empêcher 16 morts et 100 blessés » lors des attentats du mois précédent à Barcelone. Il présente ses excuses quelques heures plus tard et déclare qu'il « n'y a pas plus coupable, dans un attentat, que les terroristes ».